# Comunitat de comunes de Les Trois Rivières (Ar Mor-Bihan)
La Comunitat de municipis de Les Trois Rivières (en bretó Kumuniezh kumunioù an Teir Stêr) era una antiga estructura intercomunal francesa, situada al departament d'Ar Mor-Bihan a la regió Bretanya, al País d'Auray. Té una extensió de 39,58 kilòmetres quadrats i una població de 6.273 habitants (2006). Fou creada el 2004 sota els auspicis de Michel Jeannot, alcalde de Locmariaquer, Patrick Lalanne, alcalde de Saint-Philibert, i Jean-Loïc Bonnemains, primer adjunt de Crac'h. La comunitat fou dissolta el 31 de desembre de 2013 i les comunes membres foren unides a la nova d'Auray Quiberon Terra Atlàntica.

## Composició
Agrupava 3 comunes :
1. Crac'h
2. Saint-Philibert
3. Locmariaquer